# Mori Sōiken
Mori Sōiken (森宗意轩 mất ngày 12 tháng 4 năm 1638) là một trong những thủ lĩnh của nghĩa quân Kitô giáo trong cuộc khởi nghĩa Shimabara tại Nhật Bản vào năm 1637.

## Tiểu sử
Mori Sōiken là con của Nishimura Magobei (西村孙兵卫, tên khác:森长意/Mori Nagamoto). Tiếp bước thế hệ tổ tiên của mình, gia đình nhà Mori đã tiếp tục công việc của những đạo sĩ Thần đạo tại tỉnh Kawauchi. Nishimura Magobei sinh ra Mori Dennosuke (森傅之丞). Người con Dennosuke tức Mori Sōiken được quyết định ngay từ thời thơ ấu rằng ông sẽ tiếp tục truyền thống của gia đình. Tuy nhiên do nhiều biến có của lịch sử Mori Sōiken đã gặp gở với nhiều người ngoại quốc theo Cơ Đốc giáo từ đó ảnh hưởng đến ông, cộng với sự bất bình đối với chính quyền đã làm do dân tình nơi ông sống trở nên khó khăn. Ông đã gia nhập vào cuộc khởi nghĩa Amakusha do Thiên Thảo Nhất Huy lãnh đạo. Sau đó Ông đã bị giết chết trong cuộc nổi loạn Shimabara. Ông có một người đệ tử là Osakabe Tazaki.

## Trong văn hóa
Trong tác phẩm Makai Tenshou kể rằng ông vẫn sống sót và trở thành một Ninja và đạo sĩ, ông đã dùng tà thuật "chuyển sanh ma giới" của mình để hồi sinh cho các kiếm khách đã chết và biến họ thành thuộc hạ để mình thao túng
Trong bộ truyện tranh Amakusa 1637 ông được mô tả là một người thông minh lanh lợi và là lãnh đạo của khởi nghĩa, ông đã giúp đỡ nhiều cho nhóm bạn của Hayumi.